# Josef Zeman
Josef Zeman (Drunče, 23 de gener de 1915 - 3 de maig de 1999) fou un futbolista txec les dècades de 1930 i 1940.
Fou 4 cops internacional amb la selecció de Txecoslovàquia, amb la qual participà en el Mundial de 1938. Pel que fa a clubs, defensà els colors de SK České Budějovice i Sparta Praga.